# 조하나 (레이싱 모델)
조하나(1986년 8월 18일~)는 대한민국의 레이싱 모델이다.

## 경력
- 2008년 : 부산국제모터쇼 쌍용, 타임트라이얼전, KSRC 모델
- 2008년 :  월드슈퍼카 코리아 투어 모델
- 2008년 : 서울오토살롱 비엘챠퍼스 모델
- 2009년 : 서울오토살롱 사이버오토 모델
- 2009년 : CJ O 슈퍼레이스 WEDS 레이싱모델